# Katrin Meinke
Katrin Meinke (* 19. September 1979 in Wismar) ist eine ehemalige deutsche Radsportlerin. Sie war eine der dominierenden deutschen Bahnradsportlerinnen bis Mitte der 2000er Jahre.

## Sportliche Laufbahn
Bis zum Jahre 1995 trainierte Katrin Meinke bei der SG Werder Dabel.
1996 begann sie ihre internationale Karriere mit einem Vize-Weltmeistertitel bei den Junioren-Bahn-Weltmeisterschaften in Novo mesto. 
Im Jahr darauf wurde sie 1997 in Kapstadt Junioren-Weltmeisterin im Sprint und im selben Jahr jeweils Zweite bei den Bahn-Europameisterschaften (Nachwuchs) im Sprint und im 500-Meter-Zeitfahren.
2001 und 2002 wurde Katrin Meinke jeweils Dritte bei UCI-Bahn-Weltmeisterschaften in Sprint und Zeitfahren. Zudem konnte sie fünf nationale Titel erringen sowie Podiumsplätze bei Weltcuprennen; 2004 gewann sie dabei zweimal den Teamsprint, in Manchester (mit Susan Panzer) und in Sydney (mit Kathrin Freitag). 2000 und 2001 gewann sie den Großen Preis von Deutschland im Sprint. 
Bei den Olympischen Spielen 2004 in Athen ging sie als einzige deutsche Bahnradsportlerin an den Start und startete in drei Disziplinen; ihre beste Platzierung war Rang sechs im Sprint.
2006 beendete Katrin Meinke, die für den RSC Cottbus startete, ihre Karriere im Rahmen des „Großen Preises von Deutschland“ in Cottbus.
Nach dem Abschluss ihrer Radsport-Laufbahn ging Meinke in den Polizeidienst.

## Erfolge
1996
- Junioren-Weltmeisterschaft – Sprint

1997
- Junioren-Weltmeisterin – Sprint
- U23-Europameisterschaft – Sprint, 500-Meter-Zeitfahren

1999
- U23-Europameisterschaft – 500-Meter-Zeitfahren
- Deutsche Meisterin – Sprint

2001
- Weltmeisterschaft – 500-Meter-Zeitfahren
- U23-Europameisterin – 500-Meter-Zeitfahren
- U23-Europameisterschaft – Punktefahren
- Deutsche Meisterin – 500-Meter-Zeitfahren

2002
- Weltmeisterschaft – Sprint
- Deutsche Meisterin – 500-Meter-Zeitfahren

2003
- Deutsche Meisterin – Sprint, 500-Meter-Zeitfahren

2004
- Bahnrad-Weltcup in Manchester – Teamsprint (mit Susan Panzer)
- Bahnrad-Weltcup in Sydney – Teamsprint (mit Kathrin Freitag)

## Weblinks

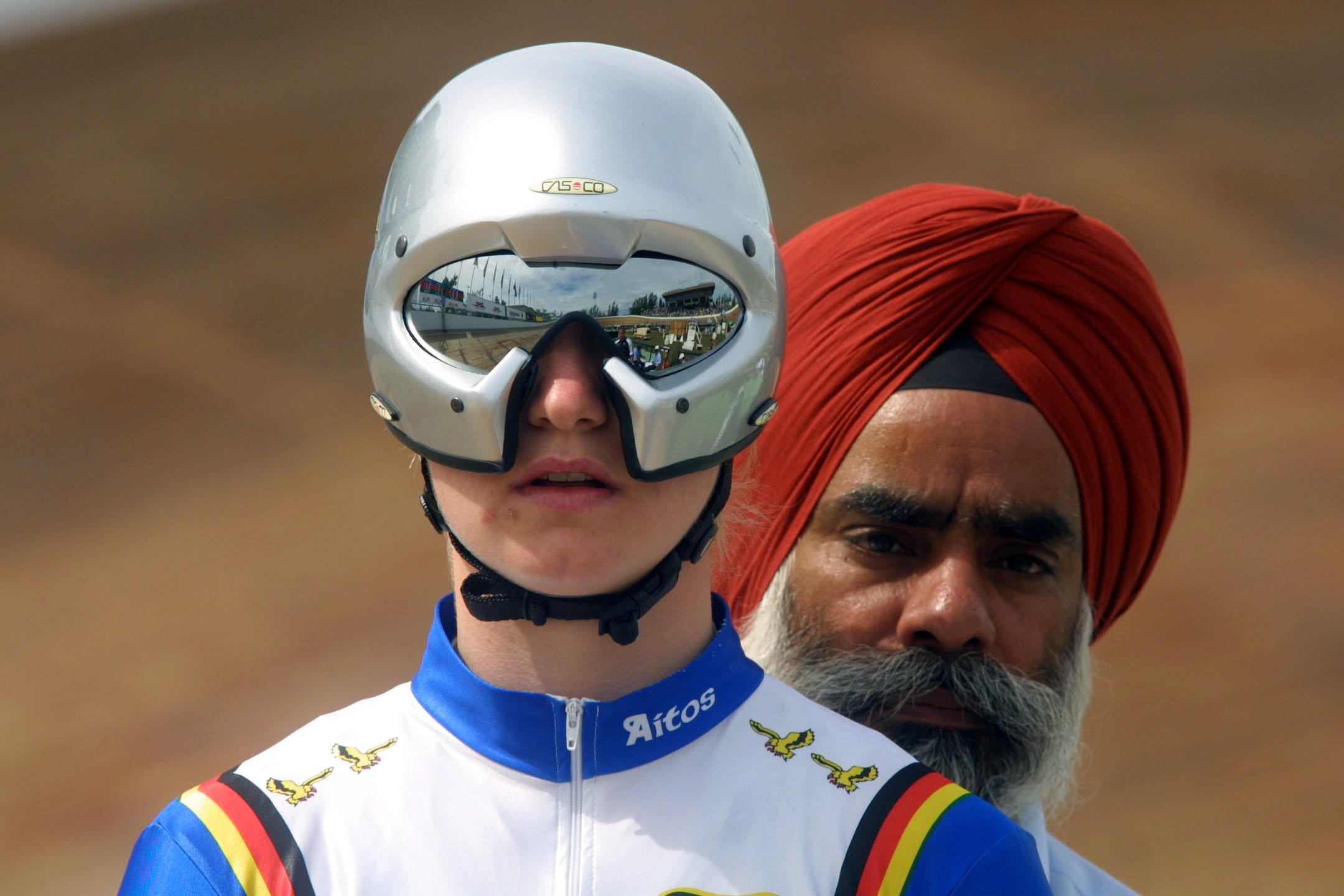
Meinke beim Bahnrad-Weltcup 2001 (Preisgekröntes Foto von Hennes Roth)